# Non-scolarisation

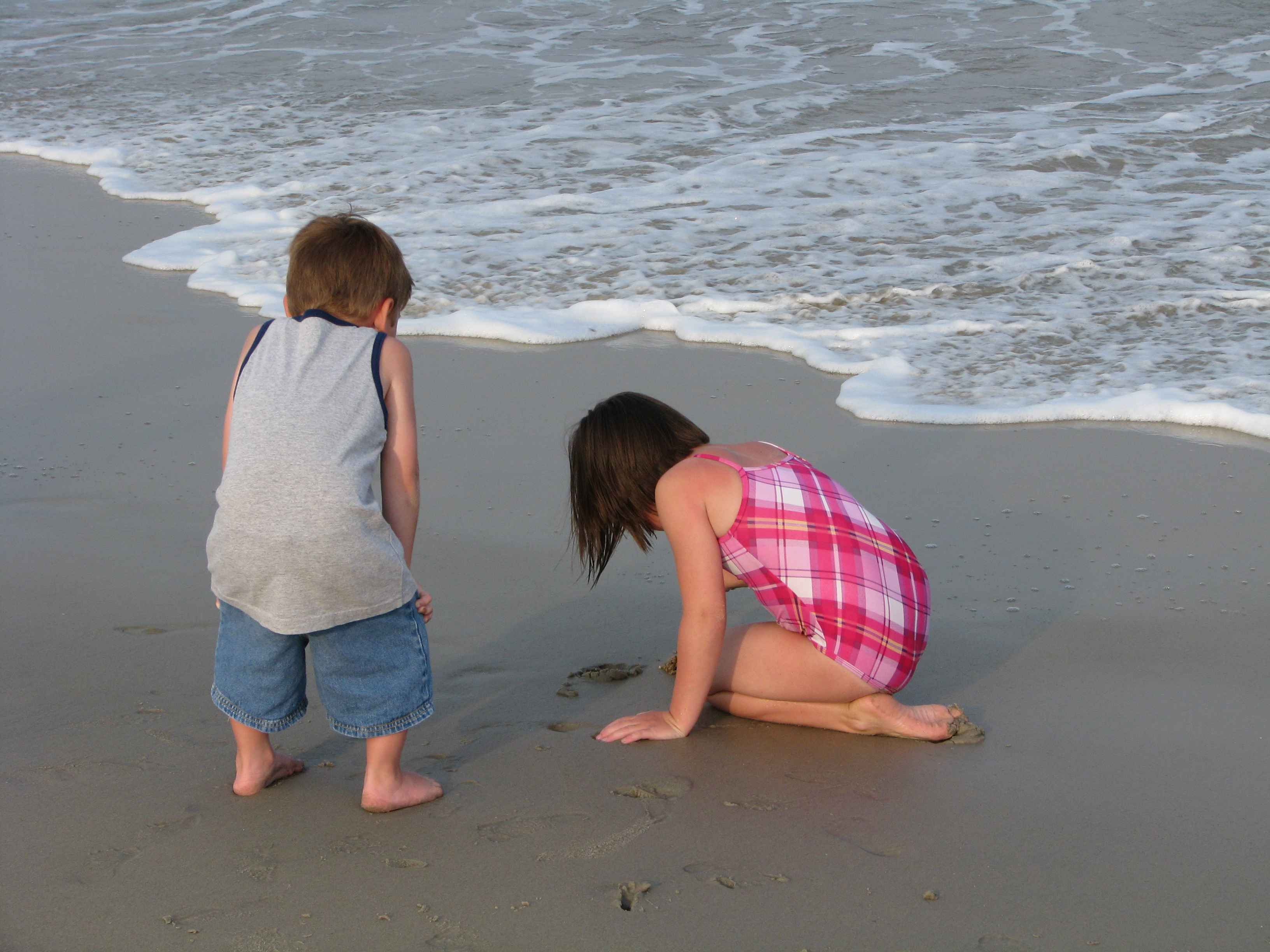
En non-scolarisation, le jeu libre et non-dirigé est une part essentielle de l'apprentissage naturel.

La non-scolarisation (en anglais : unschooling) est une méthode et une philosophie d'éducation qui emploie et soutient les activités librement motivées des enfants comme moyen premier d'apprentissage de la vie et des compétences. Les jeunes non-scolarisés apprennent des expériences naturelles de la vie, du jeu sous toutes ses formes, des relations humaines et sociales, des livres et d'internet, de la formation professionnelle, du tutorage et du travail… voire de cours ou études supérieures ordinaires choisis librement. Il s'agit aussi de faire confiance aux enfants et à leur profonde motivation, de leur fournir moyens ou ressources y compris humaines et communautaires, en un milieu riche et évolutif qu'ils explorent et apprennent.
Cette philosophie encourage et favorise l'exploration et la compréhension d'activités initiées par l'enfant, l'autonomie sous toutes ses facettes, soutenant que plus l'apprentissage a de sens pour la personne, plus la compréhension est réelle, riche et efficace. Elle remet en question le contrôle, les programmes, la compétition ou le jugement normatif omniprésents dans la scolarisation, y compris l'instruction à domicile. Les critiques de la non-scolarisation y voient une forme extrême d'éducation, prédisant qu'elle mène à un manque, outre de compétences, de socialité, d'autonomie, et de motivation ; tandis que ses partisans affirment que le contraire est vrai[réf. souhaitée] : l'éducation autonome dans la vie réelle permet de mieux vivre et participer au monde réel. Les enquêtes sur l'avenir et la profession des enfants ainsi auto-éduqués montrent une grande satisfaction et un meilleur bien-être[réf. souhaitée], et pour les activités tous types de métiers, avec de fortes proportions de domaines sociaux, créatifs, et indépendants[réf. souhaitée].
L'éducateur John Holt est souvent considéré comme le fondateur de ce mouvement.
Formellement, c'est avant tout une modalité spécifique de l'instruction en famille, qui est permise et pratiquée dans la plupart des pays occidentaux (à l'exception notable de l'Allemagne).

## En France
Sauf dérogation, la scolarité est, depuis 2019, obligatoire de 3 à 16 ans, et prolongée par une obligation de formation de 16 à 18 ans. La non-scolarisation en établissement scolaire est encadrée par des circulaires du Ministère de l'Éducation et est connue sous la locution d'Instruction en famille (IEF). Quatre associations nationales représentent des parents non-scolarisants et facilitent les rencontres entre enfants « non-sco ». Les démarches pour déclarer un enfant en IEF sont simplifiées depuis quelques années mais le cadre administratif des contrôles tend à se durcir avec le contrôle du maire en plus de celui de l'académie. Une part notable des familles s'inscrivent à un service de cours à distance soit public (CNED) soit privé, et que ce n'est donc qu'une partie mineure des familles déclarées en IEF qui pratique véritablement le unschooling.
L'expression « non-scolarisation » concerne aussi les enfants en situation de précarité ou de grande précarité n'ayant pas du tout ou très peu accès à un cursus éducatif, notamment dans certains territoires d'outre-mer (Guyane et Mayotte notamment) ou vivant en bidonvilles, squats ou hôtels sociaux de métropole. Les concernant, un avis (2024) de la CNCDH « sur l'accès à une scolarisation effective de tous les enfants » (44 pages, daté du 17 octobre 2024) regrette que « les statistiques officielles de l'Éducation nationale et de l'Insee ne fassent pas état de la situation de non-scolarisation totale ou partielle, ni des phénomènes d'abandon scolaire » (fait déjà noté début 2022 par la députée Sandrine Mörch). 
- Selon le défenseur des enfants, « 31 000 enfants vivent dans des hôtels sociaux et plus de 2 000 à la rue, autant de situations qui mettent « de fait à mal la scolarisation et la continuité de la scolarisation » ».
- De son côté, la délégation interministérielle à l'hébergement et à l'accès au logement (Dihal) comptabilisait en 2019 6 000 mineurs vivant en bidonville et estimait que près de 70 % d'entre eux souffraient de problèmes de non-scolarisation, de scolarisation discontinue ou de grand décrochage scolaire.
- Des données plus précises émanent de territoires particuliers : selon une étude (2023) de l'université Paris-Nanterre, à Mayotte, la non-scolarisation concerne, a minima, entre 5 379 et 9 575 enfants âgés de 3 à 15 ans révolus. L'Insee, en 2020, et une étude de la Fondation Jean-Jaurès estimaient que 6 200 étaient concernés en Guyane, soit 7 % des enfants d'âge scolaire. Autres chiffres fiables : les 700 à 800 dossiers reçus chaque année par le défenseur des enfants pour discriminations à l'accès à l'éducation touchant des enfants porteurs d'un handicap. Aux enfants migrants et de voyageurs, allophones, malades, en situation de handicap, mineurs non-accompagnés, qui n'ont plus d'accès ou peu d'accès à une scolarité, s'ajoutent environ 50 000 élèves de 16 ans en décrochage scolaire[7].

Les maires doivent recenser tous les enfants en âge d'être scolarisés ce qui est difficile. Pour les y aider, en 2025, l'Unicef France et l'Andev (Association nationale des directeurs et des cadres de l'éducation des villes et des collectivités territoriales), avec d'autres acteurs, ont publié un guide pour les aider.